# Список национальных парков Болгарии
Это список национальных парков Болгарии.

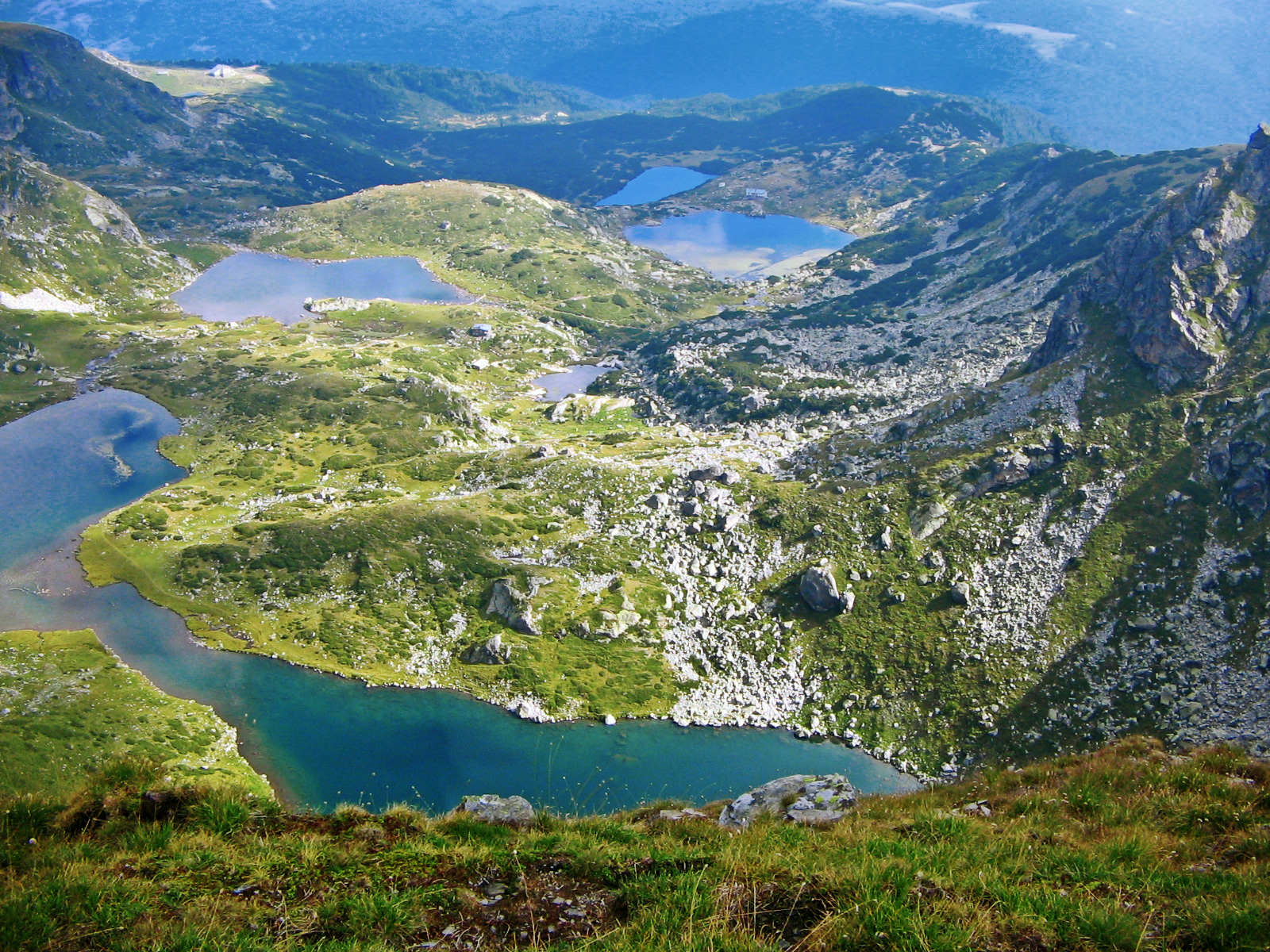
Семь Рильских озёр

- Пирин
- Рила
- Центральный Балкан

## Природные парки
- Беласица
- Былгарка
- Витоша
- Врачанские Балканы
- Золотые Пески
- Персина
- Рильский монастырь
- Русенский Лом
- Синие камни
- Странджа
- Шуменское Плато

## Заповедники
- Ореляк
- Сребырна
- Силкосия
- Чупрене